# Жорж, Пьер
Пьер Жорж (фр. Pierre Georges; 21 января 1919, Париж — 27 декабря 1944, Абсем), больше известный как полковник Фабьен (фр. colonel Fabien) — активный участник французского движения Сопротивления, коммунист, интербригадовец, организатор и исполнитель первой успешной ликвидации представителя нацистской Германии в оккупированной Франции.

## Биография
Пьер Жорж родился 21 января 1919 года в Париже в семье пекаря, выходца из Вильнёв-Сен-Жорж. В восемь лет у Пьера умерла мать. Трудовую деятельность начал ещё в детстве. Сначала работал помощником пекаря, затем ажюстером и слесарем на железной дороге.
Во французской компартии с 1933 года. В 1936 году, в возрасте 17 лет, Жорж уехал в Испанию для борьбы с мятежниками генерала Франсиско Франко. Скрыв своё несовершеннолетие Пьер Жорж вступил в Интернациональные бригады. Был трижды ранен на фронтах. В январе 1938 года Жоржу присвоили звание младшего лейтенанта. В июне того же года Жорж заболел пневмонией и был вынужден покинуть Испанию и вернуться во Францию.
После возвращения во Францию Пьер Жорж устроился работать на авиационном заводе Breguet. В 1939 году Жоржа ввели в состав ЦК французского комсомола. В сентябре 1939 года после начала Второй мировой войны и запрета Французской Коммунистической партии, Жорж был арестован, но в июне 1940 года во время неразберихи, вызванной нападением Германии на Францию, ему удаётся сбежать. После побега Жорж прибывает в Марсель и устанавливает связи с коммунистическим подпольем. В 1940—1941 годах Пьер Жорж принимает участие в актах саботажа, организованных французской компартией против немецкий оккупантов.
В июле 1941 года, после германского вторжения в СССР, Жоржу поручают организовать боевые группы из для ведения вооружённой борьбы с оккупантами.
21 августа 1941 года на станции Барбес — Рошешуар Парижского метрополитена Пьер Жорж лично застрелил офицера немецкого военно-морского флота Альфонса Мозера. Это была первая подобная акция французского Сопротивления и она специально была приурочена к двухмесячной дате нападения нацистской Германии на Советский Союз. В ответ на убийство немцы усилили репрессии и вместе с вишистским режимом расстреляли сто заложников. Такой жестокий ответ оккупантов на убийство немецкого офицера вызвал споры внутри французского Сопротивления относительно допустимости и оправданности организации покушений, но, несмотря на это, убийства оккупантов продолжились.
В 1943 году Пьер Жорж был арестован и подвергнут пыткам, но ему удалось сбежать. В 1944 году будучи одним из руководителей партизан-маки, принимал активное участие в Парижском восстании 19-25 августа. Во время восстание Пьер Жорж, к тому времени, уже принявший псевдоним «Фабьен» и получивший звание полковника, начал формирование добровольческих армейских подразделений (т. н. «Колонны Фабьена»), которые состояли бы из коммунистов. Затея Фабьена была поддержана французской компартией, но вызвало сильное раздражение в военном руководстве. Но, несмотря на все препятствия, Фабьену удалось закончить формирование своих частей и в сентябре 1944 года «колонны Фабьена» выдвинулись на фронт в Лотарингию и приняли участие в боевых действиях. Со временем из-за проблем со снабжением Фабьену пришлось уменьшить масштаб автономности своего подразделения. 10 ноября 1944 года после переговоров с армейским руководством были достигнуты договорённости, что колонны Фабьена войдут в состав французской армии в качестве регулярной части.
27 декабря 1944 года полковник Фабьен и несколько его подчинённых погибли в результате взрыва мины в блиндаже, в котором они находились. Причины взрыва достоверно не были установлены, ввиду чего появилась версия, что Фабьен был убит по приказу французского военного руководства.

## Личная жизнь
Был женат на Andrée Coudrier, в браке с которой у Фабьена родилась дочь.
Отец и дед Фабьена были расстреляны немецкими оккупантами.

## Память
В честь полковника Фабьена названа станция метро в Париже, а также множество улиц и площадей в разных французских городах.

## В кино
Фабьен показан в фильмах Горит ли Париж? (1966 год) (в роли Фабьена Serge Rousseau) и Специальное отделение (1975 год) (в роли Фабьена Jacques Spiesser), а также в телесериалах La Résistance (2008 год) и Résistance (2014 год).